# UFC Fight Night: Chiesa vs. Lee
UFC Fight Night: Chiesa vs. Lee var en MMA-gala som arrangerades av Ultimate Fighting Championship och ägde rum 25 juni 2017 i Oklahoma City i USA. 

## Resultat
1. ↑  Catchweight 188 lbs.[2]
2. ↑  Catchweight 149 lbs.[2]